# Takeji Fujishima
Takeji Fujishima (jap. 藤島 武二 Fujishima Takeji); ur. 15 października 1867, zm. 19 marca 1943 – japoński malarz, reprezentant malarstwa w stylu zachodnim (yōga).
Pochodził z Kagoshimy na wyspie Kiusiu, był trzecim synem w rodzinie samurajskiej. Został osierocony przez ojca w 1874 roku, bracia natomiast zginęli trzy lata później podczas rebelii Satsumy. Młody Fujishima został przygarnięty przez miejscowych arystokratów, którym służyła jego rodzina i oddany na naukę malarstwa u mistrza szkoły Shijō. W 1884 roku wysłano go do Tokio, gdzie uczył się malarstwa nihonga u Gyokushō Kawabaty. Po 1890 roku porzucił jednak ten kierunek, zwracając się ku malarstwu w stylu zachodnim (yōga). W 1890 roku wstąpił do Tokijskiej Akademii Sztuki, a od 1891 roku uczęszczał na naukę do Hosuia Yamamoto. Przez pewien czas ze względów finansowych uczył malarstwa w prowincjonalnej szkole średniej w prefekturze Mie, w 1896 roku otrzymał jednak posadę w Tokijskiej Akademii Sztuki. Był członkiem stowarzyszenia artystycznego Hakubakai.
W latach 1905–1910 przebywał w Europie. Odwiedził Francję, gdzie studiował u Raphaëla Collina, Fernanda Cormona i Carolusa-Durana, a także Włochy. Po powrocie do Japonii przez ponad 30 lat wykładał w Tokijskiej Akademii Sztuki. Prace malarskie Fujishimy cechują się jasną kolorystyką i grubymi, zamaszystymi pociągnięciami pędzla. Jego uczniami byli Gen’ichiro Inokuma i Ryōhei Koiso.
W 1937 roku został odznaczony Orderem Kultury.

## Galeria

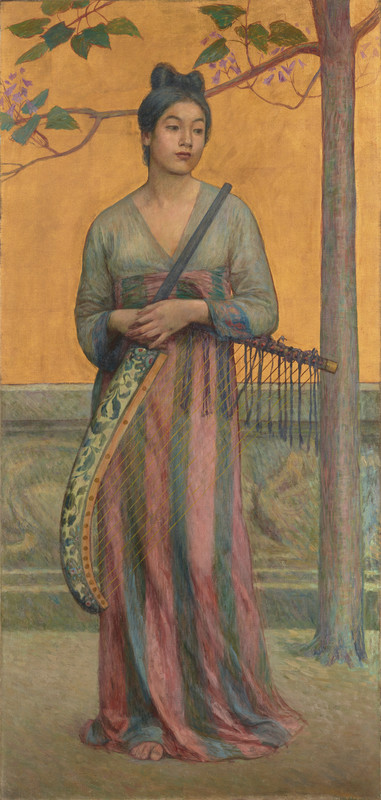
Dama z epoki Nara (1902), Muzeum Ishibashi, Kurume
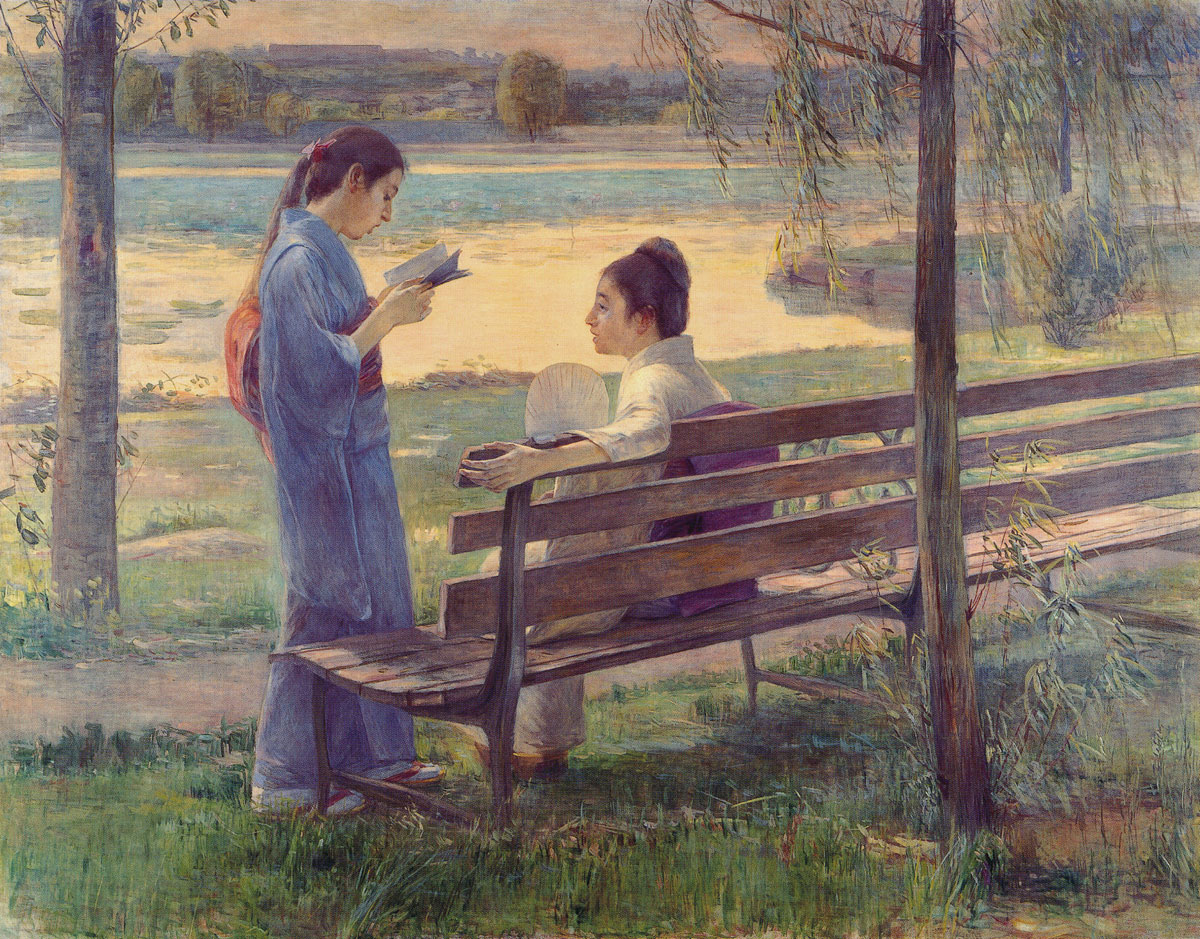
Odpoczynek nad stawem (1897), Instytut Sztuki, Tokio
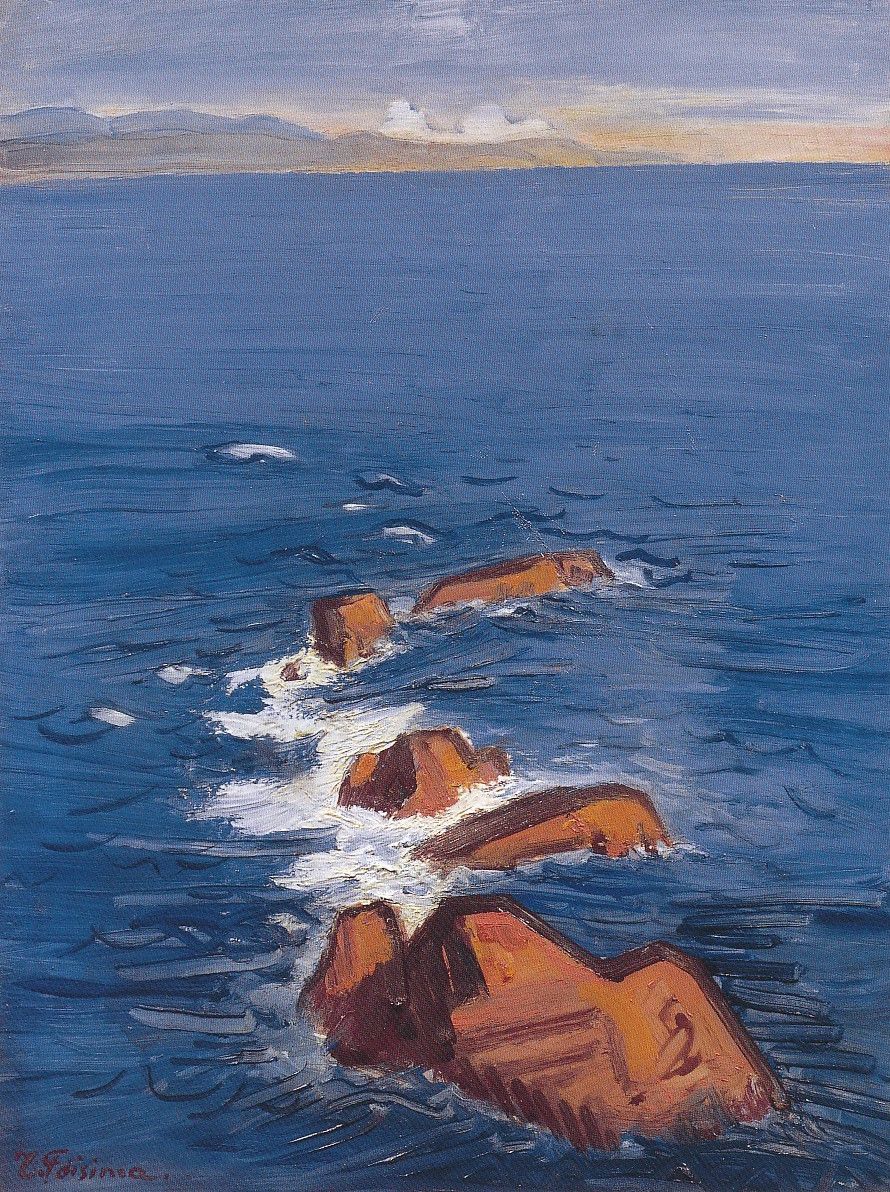
Odległy widok na szczyt Muroto (1935)
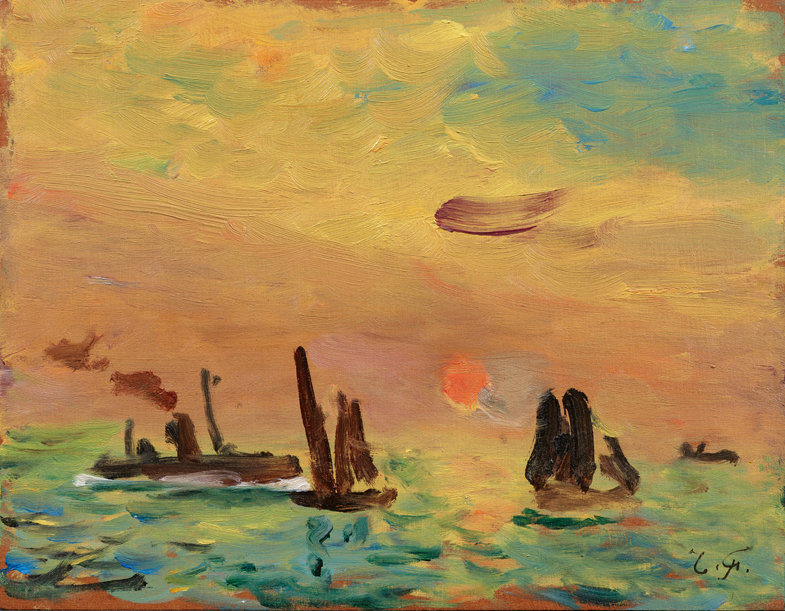
Wschód słońca w porcie (1943), Bridgestone Museum, Tokio